# 納孔達姆島
13°26′N 94°17′E / 13.43°N 94.28°E

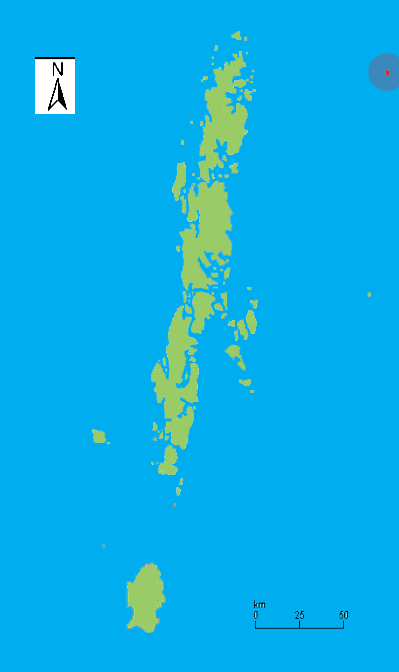

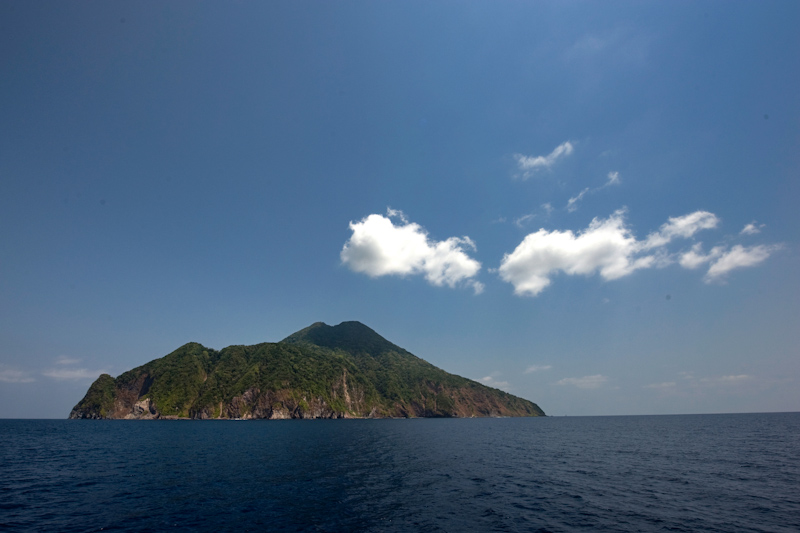

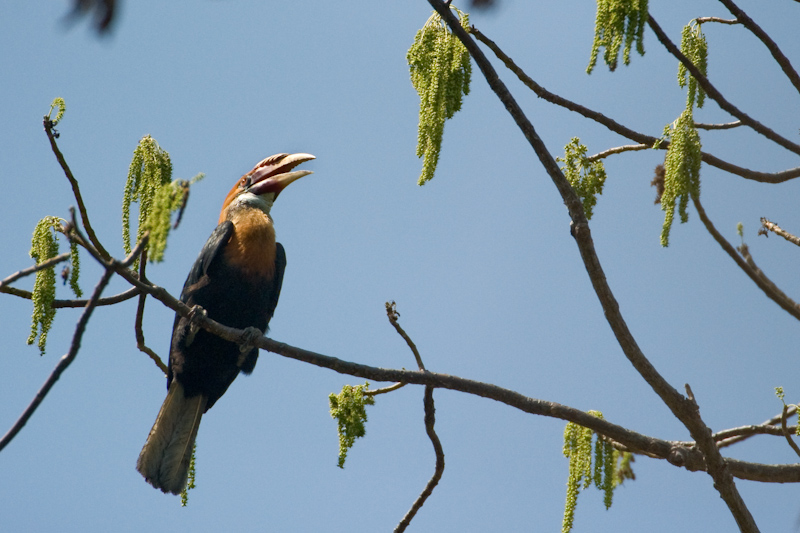

納孔達姆島是印度洋的火山島，位於印度洋海域，屬於安達曼群島的一部分，長4.2公里、寬2.4公里，面積6.81平方公里，最高點海拔高度710米，2001年人口僅17人。

## 外部連結
- Volcano live （页面存档备份，存于）
- Volcano discovery （页面存档备份，存于）
- India daily
- Global Volcanism Program （页面存档备份，存于）